# Patrick Cocriamont
Patrick Cocriamont (Nijvel, 21 september 1952) is een Belgisch politicus voor Front National (FN).

## Levensloop
Cocriamont werd beroepshalve touringcarbestuurder. In de jaren '80 was hij lid van de privémilitie Front de la Jeunesse.
Voor het extreemrechtse FN was hij van 1994 tot 2000 gemeenteraadslid van Anderlecht. Bij zijn eedaflegging veroorzaakte hij commotie door een groet te doen die leek op de Hitlergroet. Van 2006 tot 2012 was hij vervolgens gemeenteraadslid van Charleroi.
Op 1 juli 2004 werd hij lid van de Kamer van volksvertegenwoordigers voor de kieskring Henegouwen, ter vervanging van Daniel Féret, die ontslag nam op 29 juni 2004. Hij oefende dit mandaat uit tot in 2010. Bij de verkiezingen van dat jaar werd hij niet herkozen. Van 2010 tot 2011 was hij interim-voorzitter van het FN.
Hij is negationist en ontkent het bestaan van gaskamers tijdens de Tweede Wereldoorlog
Nadat het Belgische FN in maart 2012 zijn naam, initialen en logo niet meer mocht gebruiken aangezien het Franse Front National niet met deze partij geassocieerd wou worden, richtte Cocriamont samen met Marco Santi het Démocratie Nationale op. Van deze partij werd Santi partijvoorzitter.